# Oommen Chandy
Oommen Chandy (ur. 31 października 1943 w Puthuppally, zm. 18 lipca 2023 w Bengaluru) – indyjski polityk.

## Życiorys
Urodził się w Puthuppally w ówczesnym królestwie Trawankoru. Pochodził z rodziny chrześcijańskiej o pewnych tradycjach politycznych. Jego dziadek, V.J. Oommen, był deputowanym do Rady Ustawodawczej Trawankoru, pierwszego parlamentu tego zależnego od Brytyjczyków królestwa. Kształcił się w St George High School w rodzinnym mieście, następnie w CMS College w Kottayam. Ukończył też Saint Berchman's College w Changanassery. Uzyskał licencjat z zakresu prawa na Government Law College w Ernakulam.
W życie publiczne zaangażował się bardzo wcześnie, jako piętnastolatek uczestniczył w tak zwanym Orana Samaram, strajku przeciwko wprowadzonym przez komunistyczny rząd stanowy podwyżkom opłat za transport publiczny. Wydarzenie dało to zresztą początek nie tylko karierze Chandy'ego, ale również innych późniejszych prominentnych polityków, takich jak A.K. Antony czy Vayalar Ravi. Wstąpił w szeregi afiliowanego przy Indyjskim Kongresie Narodowym (INC) Keralskiego Związku Studentów (KSU), wreszcie zaś do samej partii. Przewodniczył KSU między 1967 a 1969. W 1970 stanął na czele stanowego oddziału organizacji młodzieżowej INC.
Do Zgromadzenia Ustawodawczego Kerali dostał się po raz pierwszy w 1970, reprezentując swój rodzinny okręg wyborczy. Reelekcję uzyskiwał kolejno w 1977, 1980, 1982, 1987, 1991, 1996, 2001, 2006, 2011, 2016 oraz w 2021. Zasiadał w stanowym parlamencie przez przeszło pół wieku, dłużej niż jakikolwiek inny stanowy deputowany w historii Kerali. Znany był z silnego emocjonalnego związku z mieszkańcami swych rodzinnych okolic. Gdy kariera polityczna zmusiła go do przeprowadzki do Trivandrum, złożył im obietnicę regularnych cotygodniowych wizyt. Słowa dotrzymał, przez przeszło 40 lat pojawiając się w niedzielę w Puthuppally, uczestnicząc w mszy świętej i spotykając się z rodziną i wyborcami. Po raz pierwszy wszedł do rządu stanowego w 1977, jako minister pracy. W późniejszym okresie odpowiadał za inne kluczowe resorty, takie jak ministerstwo spraw wewnętrznych czy też ministerstwo finansów. Dwukrotnie (2004–2006, 2011–2016) stał na czele rządu stanowego. Był również liderem opozycji w keralskim parlamencie (2006–2011), kierował też stanową koalicją partii politycznych pod przewodnictwem Indyjskiego Kongresu Narodowego (UDF). Zmarł po długiej chorobie w Bengaluru. Pochowany został na cmentarzu przy St George Orthodox Church w Puthuppally. Uroczystości pogrzebowe były koncelebrowane przez około tysiąc księży, w tym przez około 20 biskupów z różnych denominacji chrześcijańskich.
Poślubił Mariammę, doczekał się z nią córki oraz dwóch synów.